# Толстова-Парийская, Надежда Георгиевна
Надежда Георгиевна Толстова-Парийская (1905—1998) — российский учёный, первая женщина — доктор ветеринарных наук.
Родилась 3 (16) июля 1905 года в семье Георгия Игнатьевича Толстова, делопроизводителя Курмышской земской управы.
Окончила Курмышскую школу II ступени (1922) и Казанский государственный ветеринарный институт (1926).
С июля 1926 по июнь 1927 года ветеринарный врач, зав. ветеринарным участком в селе Панино Панинского района Павловского уезда Горьковской области. В Панино вышла замуж за Бориса Николаевича Парийского, горного инженера из Ленинграда.
В 1927 году по приглашению Карла Генриховича Боля стала ассистентом возглавляемой им кафедры патологической анатомии Казанского ветеринарного института.
По результатам научных исследований подготовила и в 1937 г. защитила кандидатскую диссертацию «Патологогистологические изменения почек, печени, сердечной и скелетной мускулатуры при бешенстве собак».
Через год представила к защите диссертацию на соискание ученой степени доктора ветеринарных наук, тема — «Изменения в симпатических ганглиях при инфекционной анемии лошадей, их сравнительная оценка с некоторыми другими заболеваниями лошадей и диагностическое значение».
Диссертация защищена 25 июня 1938 года в Казанском ветеринарном институте, 17 апреля 1939 года ВАК СССР утвердил её, Надежда Георгиевна стала первой в СССР женщиной — доктором ветеринарных наук.
С 1938 года зав. кафедрой патологической анатомии Белоцерковского сельскохозяйственного института, в 1940 году утверждена в звании профессора.
После начала войны вместе с институтом эвакуировалась в Ростов, затем в Тамбов и, наконец, во Фрунзе (Кыргызстан). С 15 декабря 1941 года зав. кафедрой патологической анатомии Киргизского сельскохозяйственного института (до 12 января 1945).
После окончания войны вернулась в Белую Церковь на прежнюю должность.
С 20.09.1949 работала в Харьковском ветеринарном (позднее зооветеринарном) институте (до 1953 г. по совместительству), зав. кафедрой патанатомии.
С 1975 г. на пенсии.
Умерла 10 июля 1998 года.
В 1950—1954 гг. депутат Совета Союза Верховного Совета СССР.
Награждена орденом «Знак Почёта» и медалями.